# A. J. Quinnell
A. J. Quinnell (* 25. Juni 1940 in Nuneaton; † 10. Juli 2005 auf Gozo, Malta; bürgerlicher Name Philip Nicholson) war ein britischer Mystery- und Thrillerautor.

## Leben
Mehrere der von ihm in seinen Büchern beschriebenen Personen traf er tatsächlich auf seinen vielen Reisen. Er war dreimal verheiratet. Seine letzte Frau Elsebeth Egholm ist eine dänische Krimiautorin.
Nach seinem ersten Buch entschloss sich Nicholson, seine reale Identität geheim zu halten und ein Pseudonym zu wählen. Er wählte A.J. aus den Initialen des Sohnes eines Barmixers und Quinnell nach dem Rugbyspieler Derek Quinnell.
Die bekannteste Figur erschuf der Autor mit dem Amerikaner und ehemaligen Fremdenlegionär John W. Creasy. Diese Romane wurden in Japan zu Kultlieblingen.
Sein Buch Man on Fire (deutscher Buchtitel: Der Söldner; deutscher Filmtitel: Mann unter Feuer) wurde zweimal verfilmt, 1987 und zuletzt 2004 mit Denzel Washington, wobei die Regisseure Änderungen an der Handlung vornahmen.

## Werke
- Man on Fire (1980) – „Der Söldner“ – Creasy
- The Mahdi (1981) – „Der falsche Mahdi“
- Snap Shot (The Snap) (1982) – „Der Treffer“
- Blood Ties (1985)
- Siege of Silence (1986) – „Operation Cobra“
- In The Name of the Father (1987) – „Im Namen des Vaters“
- The Perfect Kill (1992) – „Die Spur des Söldners“ – Creasy
- The Shadow (1992)
- The Blue Ring (1993) – „Der blaue Ring“ – Creasy
- Black Horn (1994) – Creasy
- Message from Hell (1996) – Creasy
- The Trail of Tears (1999)
- A Quiet Night in Hell (2001)
- The Scalpel (2001)